# Katghora
Katghora là một thị xã và là một nagar panchayat của quận Korba thuộc bang Chhattisgarh, Ấn Độ.

## Địa lý
Katghora có vị trí 22°30′B 82°33′Đ / 22,5°B 82,55°Đ Nó có độ cao trung bình là 312 mét (1023 feet).

## Nhân khẩu
Theo điều tra dân số năm 2001 của Ấn Độ, Katghora có dân số 18.534 người. Phái nam chiếm 51% tổng số dân và phái nữ chiếm 49%. Katghora có tỷ lệ 62% biết đọc biết viết, cao hơn tỷ lệ trung bình toàn quốc là 59,5%: tỷ lệ cho phái nam là 72%, và tỷ lệ cho phái nữ là 52%. Tại Katghora, 15% dân số nhỏ hơn 6 tuổi.